# 台鐵DT560型蒸汽機車
DT560型蒸汽機車是臺灣鐵路管理局的前身臺灣總督府交通局鐵道部於1920年訂購的煤水車式蒸汽機車。

## 概要
它的原型是DT580型(9600型)。由於當時日本國內與中國大陸兩方面對鐵路機車的需要量都很大，所以日本的製造廠暫時無法為臺灣鐵路供應蒸汽機車。有鑑於此，日本臺灣總督府當局只好用DT580型的基本設計圖向美國廠商尋求生產這一型的機車。也因為這樣，所以雖然沿用DT580型的設計，但是這一型號的車輛外觀卻帶有美國式蒸汽機車的風格。
此型車種以日本國鐵9600型蒸汽機車的生產技術為準，由美國機車公司製造。除了爐篦和車臺底架之外，在一些細節上也展現出美國式的風味。它在1920年購入了7輛，1921年又進口了另外7輛，共計14輛，編號為600～613。其中的613原本裝有空氣式供煤機、但在1927年又拆卸掉了。之後為適應臺灣鐵路本身的營運方式，1928年時又將其中6輛的駕駛裝置由右側改為左側，而1929年陸續改裝了其餘8輛。在二戰後臺灣鐵路管理局的編號改動之中，它被定名為DT560型，編號為DT561～DT574。

## 主要諸元
- 車輪配置 2-8-0(1D)
- 閥裝置（日语：弁装置）\汽門 華式（英语：Walschaerts valve gear）
- 車長 16,291 毫米
- 全寬 2,591 毫米
- 車高 3,747 毫米
- 動輪直徑 1,245 毫米
- 汽缸
  - 數目 2個
  - 直徑 508 毫米
  - 行程 610 毫米
- 鍋爐使用壓力（實用汽壓） 12.7kg/cm²
- 傳熱面積（總計163.34m²）
  - 火箱 1.89m²
  - 煙管 119.4m²
  - 過熱 32.5m²
- 爐箆面積 8.15m²
- 煙管直徑×長度×數目
  - 大煙管 137 毫米 × 4,039 毫米 × 21
  - 小煙管 51 毫米 × 4,039 毫米 × 130
- 整備重量 60.76t+30.38t
- 空車重量 54.94t+16.97t
- 容量
  - 煤櫃 2.9ton
  - 水櫃 12.27m³

## 現存車輛
- DT561 -退役後曾長期放置於嘉義扇形車庫內,後於1998年運往 苗栗市「苗栗鐵道文物展示館」靜態保存